# Корольков, Григорий Михайлович
Григорий Михайлович Корольков (4 сентября 1934 — 20 апреля 2012) — бригадир слесарей-монтажников треста «Востокнефтезаводмонтаж», Герой Социалистического Труда.

## Биография
Григорий Михайлович Корольков родился 4 сентября 1934 года в с. Сарайгир Буздякского района БАССР. Образование — среднее.
Трудиться начал в январе 1952 г. слесарем по сборке металлоконструкций строительно-монтажного управления № 9 треста № 7, реорганизованного затем в 1-е Уфимское монтажное управление треста «Востокнефтезаводмонтаж». В 1954-1956 гг. проходил службу в рядах Советской Армии. После демобилизации вернулся на прежнее место работы. В 1964 г. назначен бригадиром слесарей-монтажников. Освоил смежные профессии стропальщика, газорезчика и электролебедчика.
Большая часть трудового пути Г. М. Королькова связана с сооружением важнейших объектов нефтепереработки, нефтехимии и химии в Башкирской АССР. Возглавляемая им бригада показала пример высокопроизводительного труда на строительстве объектов Стерлитамакского завода синтетического каучука.
При сооружении крупного комплекса цехов по производству фенола и ацетона на Уфимском заводе синтетического спирта имени 40-летия ВЛКСМ бригада под руководством Г. М. Королькова выступила инициатором скоростных методов монтажа, особенно малотоннажных аппаратов. Внедрение этих методов резко повысило производительность труда монтажников и в 1,5 раза сократило нормативные сроки монтажа ряда узлов.
Одним из первых в тресте коллектив бригады освоил метод бригадного подряда. 
В 1976-1980 гг. бригада выполнила шесть годовых заданий досрочно - к 1 марта 1984 г. справилась с планом четырех лет одиннадцатой пятилетки (1981-1985).
При сооружении комплекса по производству ароматических углеводородов на Уфимском нефтеперерабатывающем заводе имени XXII съезда КПСС бригада показала отличные образцы труда, был проведен монтаж сложного оборудования, управляемого электронной аппаратурой - компьютером Г М Корольков предложил и лично изготовил приспособления, облегчившие монтаж аппаратов на секции № 700, что ускорило завершение данных работ и обеспечило высокое качество. При монтаже выпарных аппаратов коллектив ежедневно выполнял свыше 140 процентов нормы.  Работая по методу бригадного подряда, его бригада выполнила монтажных работ на 1,8 миллиона рублей, получив при этом экономию расчетной стоимости монтажа в размере 4 700 рублей.
Григорий Михайлович делился накопленным опытом, им подготовлено свыше 50 молодых рабочих.
За выдающиеся производственные достижения при строительстве и освоении комплекса по производству ароматических углеводородов на Уфимском нефтеперерабатывающем заводе имени XXII съезда КПСС Указом Президиума Верховного Совета СССР от 28 августа 1984 г Г. М. Королькову присвоено звание Героя Социалистического Труда.
До ухода на пенсию в 1994 году Григорий Михайлович трудился в тресте «Востокнефтезаводмонтаж».
Депутат Верховного Совета Башкирской АССР одиннадцатого созыва (1985-1990).
Жил в городе Уфа.

## Награды
- Герой Социалистического Труда (1984)
- Награждён орденами Ленина (1978, 1984), Трудового Красного Знамени (1973), медалями